# Andreas Johansson (Fußballspieler, 1982)
Andreas Johansson (* 10. März 1982 in Halmstad) ist ein ehemaliger schwedischer Fußballspieler. Der rechtsfüßige defensive Mittelfeldspieler, der 2009 einmal in der schwedischen Nationalmannschaft aufgelaufen war, bestritt seine bisherige Karriere in seinem Heimatland und in Deutschland.

## Werdegang
Johanssons Karriere begann 1987 bei Getinge IF in der Jugend, von wo aus er 1997 zur Jugendmannschaft von Halmstads BK wechselte. Dort rückte er 2002 in den Profikader auf, schwankte aber zunächst zwischen Startformation und Ersatzbank. Unter Trainer Jonas Thern war er dabei insbesondere über weite Strecken der Spielzeit 2003 zum Stammspieler avanciert, nach dessen Rücktritt im Herbst des Jahres rückte er unter Nachfolger Janne Andersson zunächst wieder ins zweite Glied. Dennoch hatte er sich in die schwedische U-21-Auswahlmannschaft gespielt, für die er an der Europameisterschaft 2004 teilnahm. Nach einer 2:3-Niederlage nach Verlängerung gegen Portugal im Spiel um den dritten Platz verpasste er eine Medaille. In der Spielzeit 2006 gelang ihm letztlich auch unter Andersson der Durchbruch auf Vereinsebene und zwei Jahre später stand er schließlich in allen 30 Saisonspielen in der Startformation. Damit rückte er auch in den Fokus der schwedischen Nationalmannschaft, sein Länderspieldebüt feierte er am 29. Januar 2009 beim 1:0-Sieg im Freundschaftsspiel gegen Mexiko in Oakland. Dies blieb sein einziger Einsatz im Auswahltrikot. Nach 165 Erstligaspielen verabschiedete er sich zudem im Sommer 2009 aus Schweden.
Am 23. Juni 2009 unterschrieb Johansson einen Vertrag beim damaligen Bundesligisten VfL Bochum, der bis zum 30. Juni 2012 datiert war. Über die Ablösesumme wurde Stillschweigen vereinbart. In der Spielzeit 2009/10 fasste er kaum Fuß beim im Abstiegskampf befindlichen Erstligisten, zeitweise lief er nur für die zweite Mannschaft des Ruhrgebietklubs auf. Am Ende der Saison stieg er mit Bochum in die zweite Liga ab, blieb dem Klub aber treu. Unter Friedhelm Funkel, der nach Heiko Herrlich und Interimstrainer Dariusz Wosz zu Saisonbeginn die Betreuung der Mannschaft übernommen hatte, etablierte er sich nach schwachem Saisonstart in der Stammformation und stand nach Erreichen des dritten Tabellenplatzes auch in beiden Relegationsspielen zur Bundesliga gegen Borussia Mönchengladbach in der Anfangself. Letztlich verpasste die Mannschaft nach einer 0:1-Niederlage und einem 1:1-Unentschieden den Wiederaufstieg. Nach einem verpatzten Start in die Folgesaison übernahm im September 2011 Andreas Bergmann das Traineramt, in der Folge rückte Johansson ins zweite Glied und wurde aussortiert.
Im Januar 2012 wechselte Johannson zum IFK Norrköping. Dort traf er wieder auf Janne Andersson, unter dem ihm bei HBK der Durchbruch gelungen war. Zunächst spielte er auch hier im Mittelfeld, später rückte er in die Abwehrkette. Dabei verpasste er allenfalls durch Sperren einzelne Spiele, in fünf Jahren stand er bei allen seinen Spieleinsätzen in der Startformation. Dabei gehörte er in der Spielzeit 2015 zu der Mannschaft, die 26 Jahre nach dem letzten Erfolg wieder den Meistertitel für den Klub gewann. Auch in den Spielen des Klubs in der Qualifikation für die Gruppenphase der UEFA Champions League 2016/17 stand er jeweils in der Startelf, gegen den norwegischen Vertreter Rosenborg Trondheim erfolgte jedoch bereits in der zweiten Qualifikationsrunde nach einer 1:3-Auswärtsniederlage trotz eines 3:2-Heimerfolges nach 0:2-Rückstand das Aus. Nach einem sechsten Tabellenplatz in der Spielzeit 2017 griff er mit der Mannschaft in der folgenden Spielzeit nochmals ins Meisterrennen ein, letztlich beendete er mit dem Klub die Spielzeit als Vizemeister.
Bereits während der laufenden Spielzeit 2018 verkündete im September des Jahres sein in der zweitklassigen Superettan antretender Ex-Klub Halmstads BK die Rückkehr Johannsons zur folgenden Saison. Bei Halmstads spielte Johannsson bis zu seinem Karriereende Ende 2024. Er stieg mit dem Verein in dieser Zeit zweimal in die erste schwedische Liga auf.